# Geneva Open 2021
Il Geneva Open 2021, conosciuto anche come Gonet Geneva Open per motivi di sponsorizzazione, è stato un torneo professionistico di tennis giocato all'aperto su campi in terra rossa. Il torneo fa parte dell'ATP Tour 250 nell'ambito dell'ATP Tour 2021. È stata la 18ª edizione del Geneva Open e si è svolto dal 16 al 22 maggio 2021 al Tennis Club de Genève di Ginevra, in Svizzera.

## Partecipanti al singolare

### Teste di serie
| Nazionalità | Giocatore        | Ranking* | Testa di serie |
| ----------- | ---------------- | -------- | -------------- |
| Svizzera    | Roger Federer    | 8        | 1              |
| Canada      | Denis Shapovalov | 14       | 2              |
| Norvegia    | Casper Ruud      | 16       | 3              |
| Bulgaria    | Grigor Dimitrov  | 17       | 4              |
| Cile        | Cristian Garín   | 22       | 5              |
| Italia      | Fabio Fognini    | 28       | 6              |
| Francia     | Benoît Paire     | 35       | 7              |
| Francia     | Adrian Mannarino | 36       | 8              |

* Ranking al 10 maggio 2021.

### Altri partecipanti
I seguenti giocatori hanno ricevuto una wildcard per il tabellone principale:
- Grigor Dimitrov
- Arthur Cazaux
- Dominic Stricker

I seguenti giocatori sono passati dalle qualificazioni:

- Il'ja Ivaška
- Marco Cecchinato
- Henri Laaksonen
- Pablo Cuevas

### Ritiri
prima del torneo
- Aleksandr Bublik → sostituito da  Tennys Sandgren
- Borna Ćorić → sostituito da  Feliciano López
- Alejandro Davidovich Fokina → sostituito da  Thiago Monteiro
- Cristian Garín → sostituito da  Daniel Altmaier
- Alex de Minaur → sostituito da  Jordan Thompson
- Filip Krajinović → sostituito da  Salvatore Caruso
- Jan-Lennard Struff → sostituito da  Fernando Verdasco

## Partecipanti al doppio

### Teste di serie
| Nazione   | Giocatore     | Nazione       | Giocatore     | Ranking* | Testa di serie |
| --------- | ------------- | ------------- | ------------- | -------- | -------------- |
| Austria   | Oliver Marach | Croazia       | Mate Pavić    | 31       | 1              |
| Australia | John Peers    | Nuova Zelanda | Michael Venus | 42       | 2              |
| Sudafrica | Raven Klaasen | Giappone      | Ben McLachlan | 65       | 3              |
| India     | Rohan Bopanna | Croazia       | Franko Škugor | 73       | 4              |

* Ranking al 10 maggio 2021.

### Altri partecipanti
Le seguenti coppie hanno ricevuto una wildcard per il tabellone principale:
- Arthur Cazaux /  Li Hanwen
- Marc-Andrea Hüsler /  Dominic Stricker

### Ritiri
prima del torneo
- Rajeev Ram /  Joe Salisbury → sostituiti da  Pablo Cuevas /  Guido Pella
- Wesley Koolhof /  Jean-Julien Rojer → sostituiti da  Aleksandr Bublik /  Andrej Golubev
- Alex de Minaur /  Jordan Thompson → sostituiti da  Nathaniel Lammons /  Jackson Withrow

## Punti e montepremi
| Torneo          | V       | F       | SF      | QF      | 2T     | 1T     | Q    | Q2     | Q1     |
| Singolare       | 250     | 150     | 90      | 45      | 20     | 0      | 12   | 6      | 0      |
| Premi in denaro | €41 145 | €29 500 | €21 000 | €14 000 | €9 000 | €5 415 | N.D. | €2 645 | €1 375 |
| Doppio          | 250     | 150     | 90      | 45      | N.D.   | 0      | N.D. | N.D.   | N.D.   |
| Premi in denaro | €15 360 | €11 000 | €7 250  | €4 710  | N.D.   | €2 760 | N.D. | N.D.   | N.D.   |

## Campioni

### Singolare
Casper Ruud ha sconfitto in finale  Denis Shapovalov con il punteggio di 7-6(6), 6-4.
- È il secondo titolo in carriera per Ruud, il primo della stagione.

### Doppio
John Peers  /  Michael Venus hanno sconfitto in finale  Simone Bolelli  /  Máximo González con il punteggio di 6-2, 7-5.